# Reino de Hungría (1526-1867)
El Reino de Hungría entre 1526 y 1867 existió como un estado fuera del Sacro Imperio Romano, pero como parte de las tierras de la Monarquía de los Habsburgo que se convirtió en el Imperio Austriaco en 1804. Tras la Batalla de Mohács en 1526, el país fue gobernado por dos reyes coronados (Juan I y Fernando I). Al principio, el territorio exacto bajo el dominio de los Habsburgo era objeto de disputa porque ambos gobernantes reclamaban todo el reino. Este período de inestabilidad duró hasta 1570, cuando  Juan II abdicó como rey de Hungría en favor del Emperador Maximiliano II.
En los primeros tiempos, las tierras gobernadas por los reyes húngaros de Habsburgo se consideraban tanto "el Reino de Hungría" como "la Hungría Real". La Hungría real fue el símbolo de la continuidad del derecho formal después de la ocupación otomana, porque pudo conservar sus tradiciones jurídicas. pero en general, era de facto una provincia de los Habsburgo. La nobleza húngara obligó a Viena a admitir que Hungría era una unidad especial de las tierras de los Habsburgo y que debía ser gobernada de acuerdo con sus propias leyes especiales. Sin embargo, la historiografía húngara situó al Transilvania en una continuidad directa con el  Reino Medieval de Hungría en pos del avance de los intereses húngaros.
Según los términos del Tratado de Karlowitz, que puso fin a la Gran Guerra Turca en 1699, los otomanos cedieron casi toda la Hungría otomana. Los nuevos territorios se unieron al territorio del Reino de Hungría, y aunque sus poderes eran mayormente formales,[cita requerida] una Dieta en Presburgo gobernaba las tierras.
Dos grandes rebeliones húngaras fueron la Guerra de la Independencia de Rákóczi a principios del siglo XVIII y la Revolución Húngara de 1848 y marcaron importantes cambios en la evolución del sistema político. El reino se convirtió en una monarquía dual en 1867, conocida como Austria-Hungría.

## Hungría Real (1526-1699)

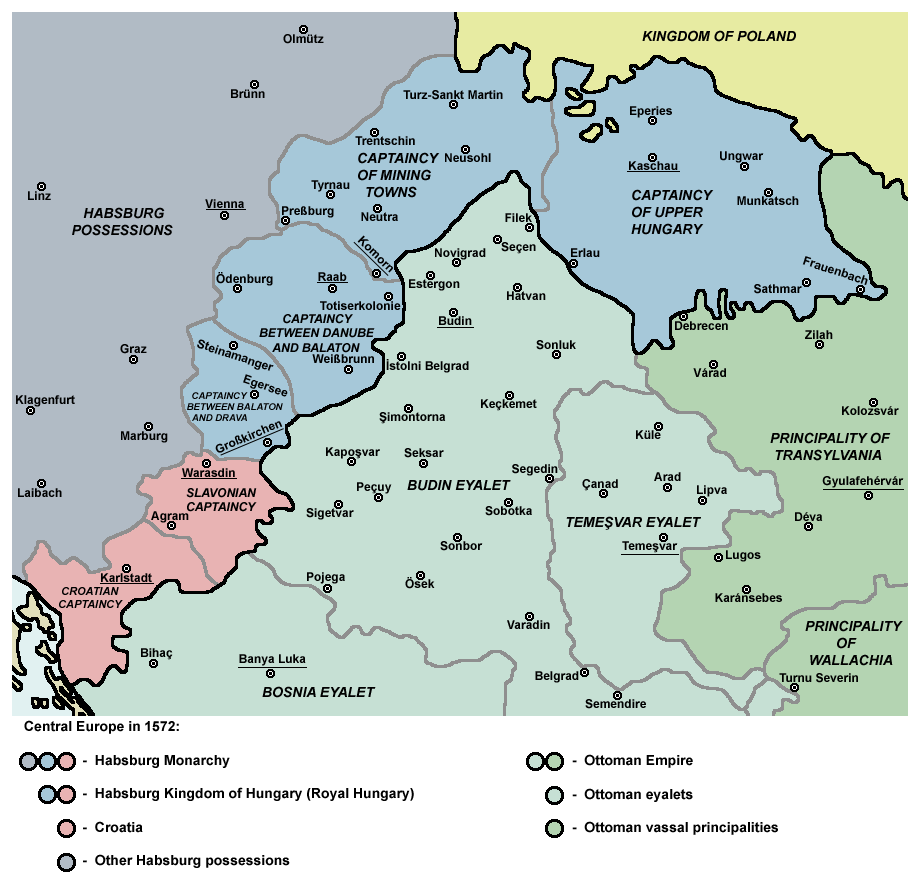
Capitanías del Reino de Hungría hacia 1572

Hungría real (1526-1699), (en húngaro: Királyi Magyarország, en alemán: Königliches Ungarn), era el nombre de la porción del Reino medieval de Hungría donde los Habsburgo eran reconocidos como Reyes de Hungría tras la victoria del Otomano en la Batalla de Mohács (1526) y la posterior partición del país.
La división territorial temporal entre los regímenes rivales de Juan I y Fernando I sólo se produjo en 1538 en el Tratado de Nagyvárad, cuando los Habsburgo obtuvieron las partes norte y oeste del país (Hungría Real), con la nueva capital Pressburg (Pozsony, actual Bratislava). Juan I se aseguró la parte oriental del reino, conocida como Reino de Hungría del Este. Los monarcas de los Habsburgo necesitaban el poder económico de Hungría para las guerras otomanas. Durante las guerras otomanas, el territorio del antiguo Reino de Hungría se redujo en torno a un 70%; a pesar de estas enormes pérdidas territoriales y demográficas, la pequeña Hungría Real, fuertemente castigada por la guerra, siguió siendo económicamente más importante que Austria o el Reino de Bohemia incluso a finales del siglo XVI.
El territorio de la actual Eslovaquia y el noroeste de Transdanubia eran partes constantes de este sistema político, mientras que el control se intercambiaba a menudo en la región del noreste de Hungría entre la Hungría Real y el Principado de Transilvania. Los territorios centrales del reino húngaro medieval fueron anexionados por el Imperio Otomano durante 150 años. (véase Hungría otomana)
En 1570, Juan Segismundo de Zápolya, el rey húngaro rival, abdicó como rey de Hungría en favor del emperador Maximiliano II, lo que se plasmó en el Acuerdo de Espira.
El término "Hungría Real" cayó en desuso después de 1699, y los Reyes de Habsburgo se refirieron al país recién ampliado con el término más formal de "Reino de Hungría".

### Reyes de los Habsburgo
Los Habsburgo, una influyente dinastía del Sacro Imperio Romano, fueron elegidos Reyes de Hungría.
La Hungría Real pasó a formar parte de la Monarquía de los Habsburgo y gozaba de poca influencia en Viena. El rey de los Habsburgo controlaba directamente los asuntos financieros, militares y exteriores de la Hungría Real, y las tropas imperiales vigilaban sus fronteras. Los Habsburgo evitaron ocupar el cargo de palatino para evitar que sus titulares amasaran demasiado poder. Además, la llamada cuestión turca dividió a los Habsburgo y a los húngaros: Viena quería mantener la paz con los otomanos; los húngaros querían expulsar a los otomanos. Cuando los húngaros reconocieron la debilidad de su posición, muchos se volvieron antihabsburgo. Se quejaban de la dominación extranjera, del comportamiento de las guarniciones extranjeras y del reconocimiento por parte de los Habsburgo de la soberanía turca en Transilvania. El Principado de Transilvania estaba normalmente bajo la soberanía del Imperio Otomano, sin embargo, a menudo tenía doble vasallaje -sultanes turcos otomanos y los reyes húngaros de los Habsburgo- en los  siglos XVI y XVII. Protestantes, perseguidos en la Hungría Real, consideraban, sin embargo, la Contrarreforma una amenaza mayor que los turcos.

### Reforma
La Reforma en el reino de Hungría comenzó alrededor de 1520 y tuvo como resultado la conversión de la mayoría de los húngaros del catolicismo a una denominación protestante a finales del siglo xv. El reino de Hungría, una potencia regional de Europa Central a finales del siglo xv, era una monarquía compuesta multiétnica con una importante población no católica, predominantemente griega ortodoxa.
El movimiento protestante reformador iniciado por el monje agustino Martín Lutero se conoció pronto en el reino de Hungría. Tras la batalla de Mohács en 1526, en que los otomanos derrotaron a los húngaros y murió el rey Luis II de Hungría, la Iglesia católica sufrió un periodo de debilitamiento en el país, ya que fueron numerosos los sacerdotes, obispos y arzobispos católicos que murieron en la batalla; esto dejó el campo abierto para nuevos religiosos de estratos inferiores que simpatizaban con la Reforma protestante. Muchos nobles húngaros, al igual que los alemanes y franceses, vieron en la Reforma la oportunidad de deshacerse del pago del diezmo y de la supervisión de la Iglesia católica, de modos que ellos y sus vasallos fueron pasando paulatinamente al luteranismo.
La Reforma se popularizó muy pronto en una parte de la Hungría dividida, en la Hungría Oriental (futuro Principado de Transilvania), donde el conde húngaro Juan Segismundo de Zápolya gobernaba como rey independiente aunque vasallo del Imperio otomano, que decidía el ocupante del trono y la orientación política. No lo era en la Hungría Real —al oeste, católica, controlada por los germánicos, donde Fernando I, hermano del emperador Carlos I, también había sido coronado como rey— ni en la Hungría otomana (el eyalato de Buda), la parte central en poder otomano. En la Hungría Real el catolicismo se mantuvo con gran fortaleza y, si bien los predicadores protestantes eran comunes, la influencia del rey Habsburgo no permitía su predominancia. En cambio, en la Hungría otomana los sacerdotes católicos eran rara vez vistos; la mayoría de los clérigos cristianos eran protestantes, que contaban entonces con la protección de los otomanos. Sin embargo, rara vez los turcos se entrometieron en las disputas religiosas entre las dos facciones, conformándose con que los cristianos pagasen el tributo al sultán.
Transilvania y sus príncipes se convirtieron en las figuras representativas de la vieja Hungría, contrapuestas a la dinastía de los Habsburgo. Juan Segismundo se convirtió al protestantismo y comenzó a acoger a todos los filósofos y religiosos checos y germánicos que huían del Imperio y de los Habsburgo. La estrategia de Zápolya y de los posteriores príncipes de Transilvania fue utilizar al protestantismo como instrumento contra los Habsburgo católicos, de los que querían deshacerse para reunificar el reino húngaro dividido. Igualmente, el nuevo movimiento religioso de Juan Calvino, conocido como calvinismo, siguió los pasos del luteranismo, y la región noreste del Reino húngaro se comprometió tanto con esta nueva confesión cristiana que la ciudad de Debrecen era conocida la en aquella época como «La Roma calvinista».  
Los príncipes transilvanos promovieron las escuelas protestantes, cada vez más populares en ciudades como Bratislava, Sopron, Szárlőrinc o Sárvár, así como en los asentamientos sajones en el principado transilvano. Posteriores príncipes como el barón húngaro Esteban Bocskai (1605-1606) y el conde húngaro Gabriel Bethlen (1613-1629) fueron fuertes defensores del protestantismo en Transilvania y Hungría. Catapultaron a los húngaros a un nivel cultural, sociopolítico y económico a la par con Francia, el Imperio Germánico e Inglaterra; encabezaron guerras contra los Habsburgo e incluso Bethlen participó en la guerra de los Treinta Años (1618-1648) a favor de la confederación protestante.
En 1541 se publicó la primera traducción al húngaro del Nuevo Testamento, obra del monje Juan Sylvester. Años después, en 1590, el pastor protestante Gáspár Károli publicó la primera Biblia completa en húngaro, conocida como la Biblia de Károli.
Uno de los pensadores protestantes más significativos fue el pastor húngaro Ferenc Dávid (1510-1579), que primero profesó el luteranismo y luego el calvinismo. Dávid se volvió un gran defensor del antitrinitarismo, es decir, no aceptaba la existencia de la Santísima Trinidad; introdujo así el unitarismo en Transilvania y agregó una confesión religiosa más al  mosaico de ese momento. La diversidad religiosa en el principado alcanzó tales niveles que el voivoda y antirrey húngaro Juan Segismundo de Zápolya, de confesión protestante, aconsejado por sus religiosos, convocó a la Gran Asamblea transilvana y se sancionó el Edicto de Turda en 1568. Este documento sostenía que todas las confesiones religiosas cristianas eran aceptadas por igual. Hungría Oriental sería el primer reino en el mundo en reconocer la diversidad de culto cristiano: catolicismo, luteranismo, calvinismo y unitarismo.
A causa de la enemistad y de las constantes guerras de los otomanos y los Habsburgo, como principales representantes del cristianismo en Europa Central, en muchas ocasiones los turcos se aliaron con los protestantes, en vez de con los católicos. Posteriormente los Habsburgo introdujeron en Hungría la Contrarreforma católica, y la ardua labor de los jesuitas, como el cardenal Pedro Pázmány, logró la paulatina conversión de gran parte de la población al catolicismo (sin embargo, Transilvania permanecería, a grandes rasgos, protestante hasta la época actual).
- Príncipes de Transilvania en la Reforma
- Juan Segismundo Szapolyai de niño, con su madre, la reina viuda Isabel Jagellon, rindiendo vasallaje a Solimán el Magnífico en 1541. Juan Segismundo (r. 1541-1571) fue el primer príncipe de Transilvania que se convirtió al protestantismo.
- Esteban I Báthory (r. 1571-1586) y futuro rey de Polonia y de Lituania (r. 1576-1586), no perturbó la paz religiosa (aunque prohibió nuevas reformas) y su objetivo era fortalecer el catolicismo en el Principado de mayoría protestante.
- Segismundo Báthory (r. 1588-1602), partidario de los católicos, lo que hizo que los ambiciosos aristócratas jóvenes protestantes se convirtieron al catolicismo durante su reinado.

El arzobispo Péter Pázmány reorganizó la Iglesia católica de la Hungría Real y dirigió una Contrarreforma que revirtió los avances de los protestantes en la Hungría Real, utilizando la persuasión en lugar de la intimidación. La Reforma provocó desavenencias entre los católicos, que a menudo se ponían del lado de los Habsburgo, y los protestantes, que desarrollaron una fuerte identidad nacional y se convirtieron en rebeldes a los ojos de Austria. También se produjeron abismos entre los  magnates mayoritariamente católicos y los nobles menores, mayoritariamente protestantes.

## El Reino de Hungría en el período moderno temprano hasta 1848

### sigloXVIII

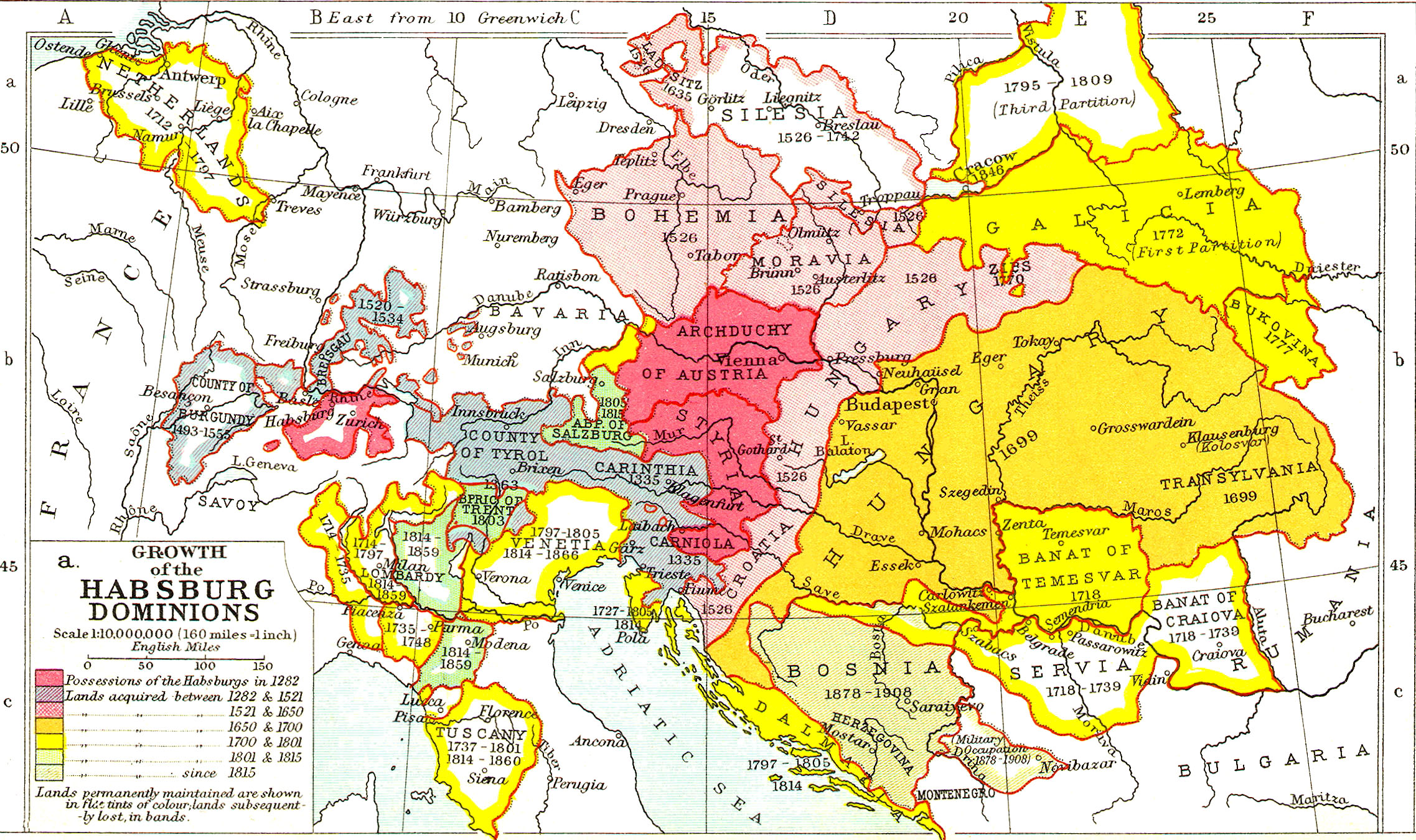
Capitanías del Reino de Hungría alrededor de 1572

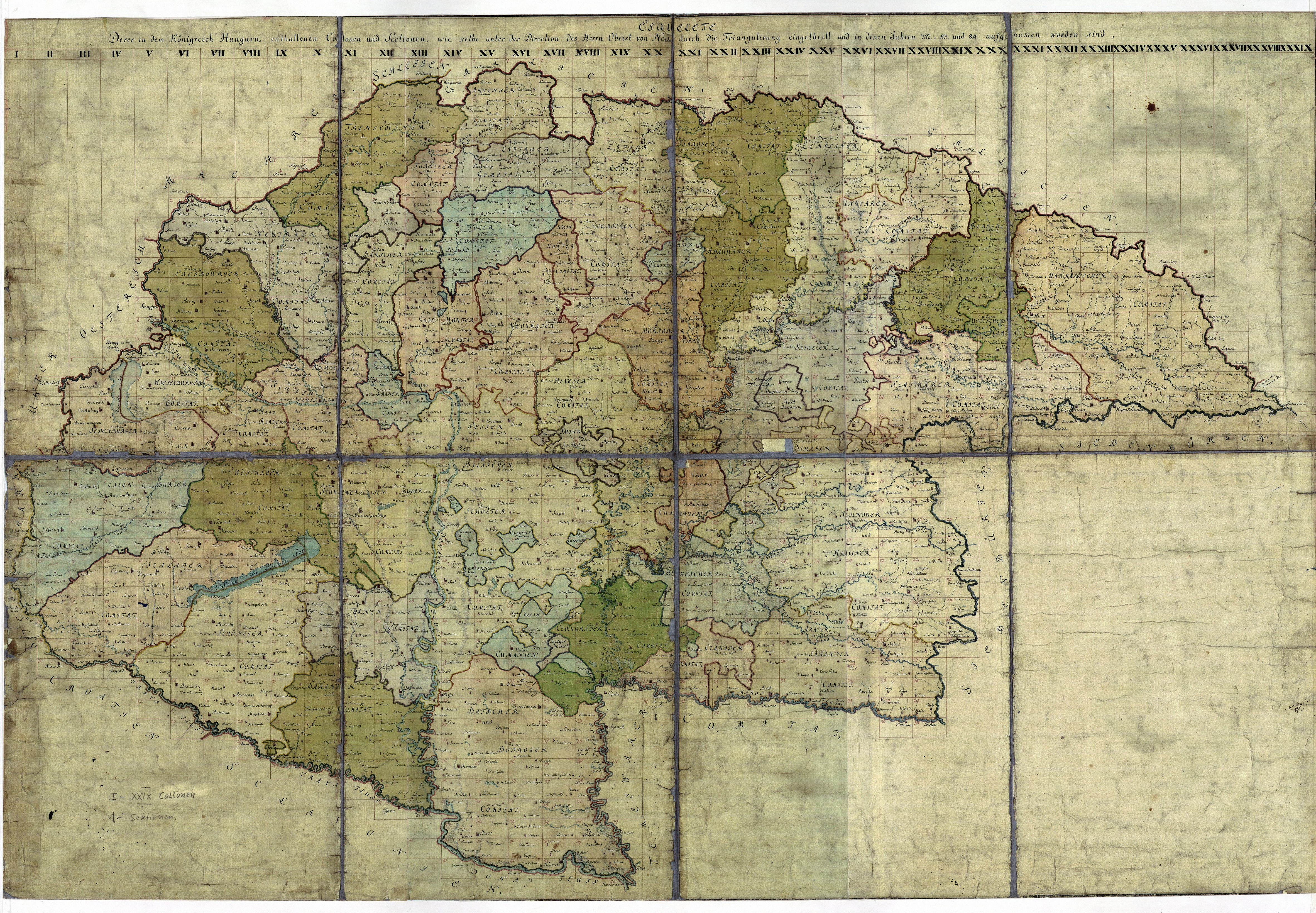
Reino de Hungría, el Principado de la Alta Hungría, el Principado de Transilvania y los eyalets otomanos alrededor de 1683

Cuando el control de la Habsburgo sobre las posesiones turcas comenzó a aumentar, los ministros de Leopoldo I argumentaron que debía gobernar el Hungría como territorio conquistado.[cita requerida] En la Dieta de la "Hungría Real" en Presburgo, en 1687, el Emperador prometió observar todas las leyes y privilegios.[cita requerida] No obstante, se reconoció la sucesión hereditaria de los Habsburgo y se derogó el derecho de resistencia de los nobles. En 1690, Leopoldo comenzó a redistribuir las tierras liberadas de los turcos. Los nobles protestantes y todos los demás húngaros considerados desleales por los Habsburgo perdieron sus propiedades, que fueron entregadas a los extranjeros.[cita requerida] Viena controlaba los asuntos exteriores, la defensa, los aranceles y otras funciones.[cita requerida]
La represión de los protestantes y las confiscaciones de tierras frustraron a los húngaros, y en 1703 un levantamiento campesino desencadenó una rebelión de ocho años contra el dominio de los Habsburgo. En Transilvania, que volvió a formar parte de Hungría a finales del siglo XVII (como provincia, llamada "Principado de Transilvania" con la Dieta con sede en Gyulafehérvár), el pueblo se unió bajo Francisco II Rákóczi, un magnate católico. La mayor parte de Hungría pronto apoyó a Rákóczi, y la Dieta húngara votó para anular el derecho de los Habsburgo al trono. Sin embargo, la suerte se volvió en contra de los húngaros cuando los Habsburgo firmaron la paz en Occidente y volvieron toda su fuerza contra ellos. La guerra terminó en 1711, cuando el conde Károlyi, general de los ejércitos húngaros, aceptó el Tratado de Szatmár. El tratado contenía el acuerdo del emperador de volver a convocar la Dieta en Presburgo y de conceder una amnistía a los rebeldes.
El sucesor de Leopoldo, el rey Carlos III (1711-40), comenzó a construir una relación viable con Hungría tras el Tratado de Szatmár. Carlos solicitó la aprobación de la Dieta para la Pragmática Sanción, según la cual el monarca de los Habsburgo no gobernaría Hungría como emperador, sino como rey sujeto a las restricciones de la constitución y las leyes húngaras. Esperaba que la Pragmática Sanción mantuviera intacto el Imperio de los Habsburgo si su hija, María Teresa, le sucedía. La Dieta aprobó la Pragmática Sanción en 1723, y Hungría aceptó así convertirse en una monarquía hereditaria bajo los Habsburgo mientras existiera su dinastía. Sin embargo, en la práctica, Carlos y sus sucesores gobernaron de forma casi autocrática, controlando los asuntos exteriores, la defensa y las finanzas de Hungría, pero sin poder gravar a los nobles sin su aprobación.
Carlos organizó el país bajo una administración centralizada y en 1715 estableció un ejército permanente bajo su mando, financiado y tripulado en su totalidad por la población no noble. Esta política redujo la obligación militar de los nobles sin suprimir su exención de impuestos. Carlos también prohibió la conversión al protestantismo, obligó a los funcionarios a profesar el catolicismo y prohibió a los estudiantes protestantes estudiar en el extranjero.
María Teresa (1741-80) se enfrentó a un desafío inmediato por parte de Federico II de Prusia cuando se convirtió en jefe de la Casa de Habsburgo. En 1741 se presentó ante la Dieta de Presburgo con su hijo recién nacido en brazos y suplicó a los nobles húngaros que la apoyaran. Éstos la apoyaron y ayudaron a asegurar su gobierno. Posteriormente, María Teresa tomó medidas para reforzar los vínculos con los magnates húngaros. Estableció escuelas especiales para atraer a la nobles húngaros a Viena.
Bajo Carlos y María Teresa, Hungría experimentó un nuevo declive económico. Siglos de ocupación otomana y guerras habían reducido drásticamente la población húngara, y grandes partes de la mitad sur del país estaban casi desiertas. Se produjo una escasez de mano de obra mientras los terratenientes restablecían sus propiedades. En respuesta, los Habsburgo comenzaron a colonizar Hungría con un gran número de campesinos de toda Europa, especialmente eslovacos, serbios, croatas y alemanes. Muchos judíos también emigraron desde Viena y las tierras polacas del imperio a finales del siglo XVIII. La población de Hungría se triplicó con creces hasta alcanzar los 8 millones de habitantes entre 1720 y 1787. Sin embargo, sólo el 39% de sus habitantes eran magiares, que vivían principalmente en el centro del país.
En la primera mitad del siglo XVIII, Hungría tenía una economía agrícola que empleaba al 90% de la población. Los nobles no utilizaban fertilizantes, las carreteras eran deficientes y los ríos estaban bloqueados, y los toscos métodos de almacenamiento provocaban enormes pérdidas de grano. El trueque había sustituido a las transacciones monetarias, y apenas existía comercio entre las ciudades y los siervos. Después de 1760 se produjo un excedente de mano de obra. La población de siervos creció, la presión sobre la tierra aumentó y el nivel de vida de los siervos disminuyó. Los terratenientes empezaron a exigir más a los nuevos arrendatarios y a violar los acuerdos existentes. En respuesta, María Teresa promulgó su Urbarium de 1767 para proteger a los siervos restaurando su libertad de movimiento y limitando la corvée. A pesar de sus esfuerzos y de varios periodos de fuerte demanda de grano, la situación empeoró. Entre 1767 y 1848, muchos siervos abandonaron sus explotaciones. La mayoría se convirtieron en trabajadores agrícolas sin tierra porque la falta de desarrollo industrial suponía pocas oportunidades de trabajo en las ciudades.
José II (1780-90), un líder dinámico fuertemente influenciado por la Ilustración, sacó a Hungría de su malestar cuando heredó el trono de su madre, María Teresa. En el marco del josefinismo, José intentó centralizar el control del imperio y gobernarlo por decreto como un déspota ilustrado. Se negó a prestar el juramento de coronación húngaro para evitar verse limitado por la constitución de Hungría. En 1781-82 José emitió una Patente de Tolerancia, seguida de un Edicto de Tolerancia que concedía a los protestantes y a los cristianos ortodoxos plenos derechos civiles y a los judíos libertad de culto. Decretó que el alemán sustituyera al latín como lengua oficial del imperio y concedió a los campesinos la libertad de abandonar sus explotaciones, casarse y colocar a sus hijos en oficios. Hungría, Eslavonia, Croacia, la Frontera Militar y Transilvania se convirtieron en un único territorio imperial bajo una sola administración, llamada Reino de Hungría o "Tierras de la Corona de San Esteban". Cuando los nobles húngaros se negaron de nuevo a renunciar a su exención de impuestos, José prohibió las importaciones de productos manufacturados húngaros en Austria y comenzó una encuesta para preparar la imposición de un impuesto general sobre la tierra.
Las reformas de José indignaron a los nobles y al clero de Hungría, y los campesinos del país se mostraron insatisfechos con los impuestos, el reclutamiento y las requisas de suministros. Los húngaros percibieron la reforma lingüística de José como una hegemonía cultural alemana, y reaccionaron insistiendo en el derecho a utilizar su propia lengua. Como resultado, los nobles menores húngaros provocaron un renacimiento de la lengua y la cultura húngaras, y floreció un culto a la danza y los trajes nacionales. Los nobles menores cuestionaron la lealtad de los magnates, de los que menos de la mitad eran húngaros étnicos, e incluso éstos se habían convertido en cortesanos de habla francesa y alemana. El despertar nacional húngaro desencadenó posteriormente renacimientos nacionales entre las minorías eslovaca, rumana, serbia y croata de Hungría y Transilvania, que se sentían amenazadas por la hegemonía cultural alemana y húngara. Estos resurgimientos nacionales florecieron más tarde en los movimientos nacionalistas de los siglos XIX y XX que contribuyeron al colapso final del imperio.
A finales de su reinado, José dirigió una costosa guerra austro-turca (1787-1791) que debilitó su imperio. El 28 de enero de 1790, tres semanas antes de su muerte, el emperador promulgó un decreto que anulaba todas sus reformas, excepto la Patente de Tolerancia, las reformas campesinas y la abolición de las órdenes religiosas.
El sucesor de José, Leopoldo II (1790-92), reintrodujo el tecnicismo burocrático que consideraba a Hungría como un país separado bajo un rey Habsburgo. En 1791 la Dieta aprobó la «Ley X», que subrayaba el estatus de Hungría como reino independiente gobernado únicamente por un rey legalmente coronado según las leyes húngaras. La «Ley X» se convirtió más tarde en la base de las demandas de los reformistas húngaros para obtener la condición de Estado en el periodo comprendido entre 1825 y 1849. Las nuevas leyes volvieron a requerir la aprobación del rey de los Habsburgo y de la Dieta, y el latín fue restaurado como lengua oficial. Sin embargo, las reformas campesinas siguieron en vigor y los protestantes siguieron siendo iguales ante la ley. Leopoldo murió en marzo de 1792, justo cuando la Revolución Francesa estaba a punto de degenerar en el Reinado del Terror y enviar ondas de choque a las casas reales de Europa.

### Primera mitad delsigloXIX
El absolutismo ilustrado terminó en Hungría bajo el sucesor de Leopoldo, Francisco II (gobernó entre 1792 y 1835), que desarrolló una aversión casi anormal al cambio, lo que llevó a Hungría a décadas de estancamiento político. En 1795, la policía húngara arrestó a Ignác Martinovics y a varios de los principales pensadores del país por planear una revolución de tipo jacobino para instalar un sistema político radicalmente democrático e igualitario en Hungría. A partir de entonces, Francisco resolvió extinguir cualquier chispa de reforma que pudiera encender la revolución. La ejecución de los presuntos conspiradores silenció a cualquier defensor de la reforma entre los nobles, y durante unas tres décadas las ideas reformistas quedaron confinadas a la poesía y la filosofía. Los magnates, que también temían que la afluencia de ideas revolucionarias pudiera precipitar un levantamiento popular, se convirtieron en un instrumento de la corona y aprovecharon la oportunidad para agobiar aún más a los campesinos.
En 1804, Francisco II, que también era emperador del Sacro Imperio Romano Germánico y gobernante de las demás tierras dinásticas de la dinastía de los Habsburgo, fundó el Imperio de Austria en el que se incluían Hungría y todas sus demás tierras dinásticas. De este modo, creó una estructura formal para la monarquía de los Habsburgo, que había funcionado como una monarquía compuesta durante unos trescientos años. Él mismo se convirtió en «Francisco I», el primer Emperador de Austria (Kaiser von Österreich), gobernando desde 1804 hasta 1835, por lo que más tarde fue nombrado el único Doppelkaiser (doble emperador) de la historia. El funcionamiento de la estructura general y el estatus de las tierras que componían el nuevo Kaiserthum' se mantuvieron en un principio como en la monarquía compuesta que existía antes de 1804. Esto se demostró especialmente en el estatus del Reino de Hungría, cuyos asuntos siguieron siendo administrados por sus propias instituciones (Rey y Dieta) como lo habían sido bajo la monarquía compuesta, en la que siempre se había considerado un Reino separado. El artículo X de 1790, que se añadió a la constitución de Hungría durante la fase de la monarquía compuesta, utiliza la expresión latina "Regnum Independens". Por lo tanto, en la nueva situación, ninguna institución imperial participaba en su gobierno interno.

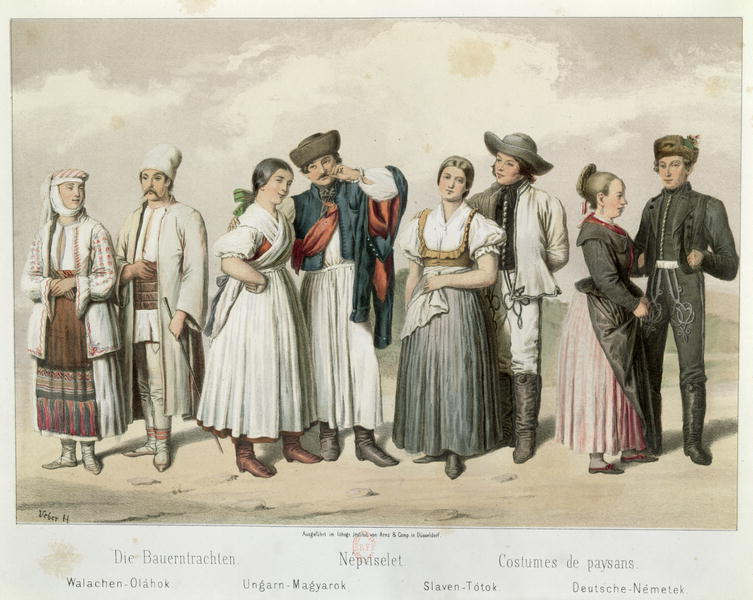
Trajes de los habitantes del Reino de Hungría en 1855: campesinos rumanos étnicos, húngaros (magiares), eslovacos y alemanes

A principios del siglo XIX, el objetivo de los productores agrícolas húngaros había pasado de la agricultura de subsistencia y la producción a pequeña escala para el comercio local a la producción a gran escala generadora de dinero para un mercado más amplio. Las mejoras en las carreteras y vías navegables redujeron los costes de transporte, mientras que la urbanización en Austria, Bohemia y Moravia y la necesidad de suministros para las guerras napoleónicas impulsaron la demanda de alimentos y ropa. Hungría se convirtió en un importante exportador de grano y lana. Se desbrozaron nuevas tierras y los rendimientos aumentaron al mejorar los métodos de cultivo. Sin embargo, Hungría no se benefició plenamente del auge porque la mayor parte de los beneficios fueron a parar a los magnates, que los consideraban no como un capital para invertir sino como un medio de añadir lujo a sus vidas. A medida que aumentaban las expectativas, bienes como el lino y la plata, antes considerados lujos, se convirtieron en necesidades. Los magnates adinerados no tenían muchos problemas para equilibrar sus ingresos y gastos, pero muchos nobles menores, temerosos de perder su posición social, se endeudaron para financiar sus gastos.
La derrota final de Napoleón trajo consigo la recesión. Los precios del grano se desplomaron al caer la demanda, y la deuda atrapó a gran parte de la nobleza menor de Hungría. La pobreza obligó a muchos nobles menores a trabajar para ganarse la vida, y sus hijos ingresaron en instituciones educativas para formarse como funcionarios o profesionales. El declive de la nobleza menor continuó a pesar de que en 1820 las exportaciones de Hungría habían superado los niveles de la época de la guerra. A medida que un mayor número de nobles menores obtenía diplomas, la burocracia y las profesiones se saturaron, dejando sin trabajo a un gran número de graduados descontentos. Los miembros de esta nueva intelligentsia se enamoraron rápidamente de las ideologías políticas radicales procedentes de Europa Occidental y se organizaron para realizar cambios en el sistema político húngaro.
Francisco rara vez convocaba a la Dieta (normalmente sólo para solicitar hombres y suministros para la guerra) sin escuchar quejas. Las dificultades económicas hicieron que el descontento de los nobles menores llegara a su punto álgido en 1825, cuando Francisco convocó finalmente la Dieta tras un paréntesis de catorce años. Se expresaron las quejas y se hicieron llamamientos abiertos a la reforma, incluyendo la demanda de una menor interferencia real en los asuntos de los nobles y un mayor uso de la lengua húngara.
La primera gran figura de la era de las reformas surgió durante la convocatoria de la Dieta de 1825. El conde István Széchenyi, magnate de una de las familias más poderosas de Hungría, conmocionó a la Dieta al pronunciar el primer discurso en húngaro que se pronunció en la cámara alta y apoyó una propuesta de creación de una academia húngara de artes y ciencias comprometiendo los ingresos de un año para mantenerla. En 1831, unos nobles enfadados quemaron el libro de Szechenyi Quema de libros. El libro de Szechenyi Hitel (Crédito), en el que argumentaba que los privilegios de los nobles eran tanto moralmente indefendibles como económicamente perjudiciales para los propios nobles. Szechenyi pedía una revolución económica y argumentaba que sólo los magnates eran capaces de llevar a cabo las reformas. Szechenyi era partidario de establecer un fuerte vínculo con el Imperio de los Habsburgo y pedía la abolición de la servidumbre y la imposición de impuestos a los terratenientes, la financiación del desarrollo con capital extranjero, la creación de un banco nacional y la introducción del trabajo asalariado. Inspiró proyectos como la construcción del puente colgante que unía Buda y Pest. Las iniciativas de reforma de Szechenyi acabaron fracasando porque estaban dirigidas a los magnates, que no estaban dispuestos a apoyar el cambio, y porque el ritmo de su programa era demasiado lento para atraer a los nobles menores descontentos.
El más popular de los grandes líderes reformistas de Hungría, Lajos Kossuth, dirigió sus apasionados llamamientos al cambio a los nobles menores. Kossuth era hijo de un noble menor sin tierras y de origen protestante. Ejerció la abogacía con su padre antes de trasladarse a Pest. Allí publicó comentarios sobre las actividades de la Dieta, lo que le hizo muy popular entre los jóvenes de mentalidad reformista. Kossuth fue encarcelado en 1836 por traición. Tras su liberación en 1840, adquirió rápidamente notoriedad como editor de un periódico del partido liberal. Kossuth sostenía que sólo la separación política y económica de Austria mejoraría la situación de Hungría. Reclamaba una democracia parlamentaria más amplia, una rápida industrialización, una fiscalidad general, una expansión económica a través de las exportaciones y la abolición de los privilegios (igualdad ante la ley) y la servidumbre. Pero Kossuth era también un patriota húngaro cuya retórica provocaba el fuerte resentimiento de los grupos étnicos minoritarios de Hungría. Kossuth se ganó el apoyo de los nobles menores liberales, que constituían una minoría de oposición en la Dieta. Intentaron realizar reformas con creciente éxito tras la muerte de Francisco en 1835 y la sucesión de Fernando V (1835-48). En 1844 se promulgó una ley que convertía el húngaro en la lengua oficial exclusiva del país.

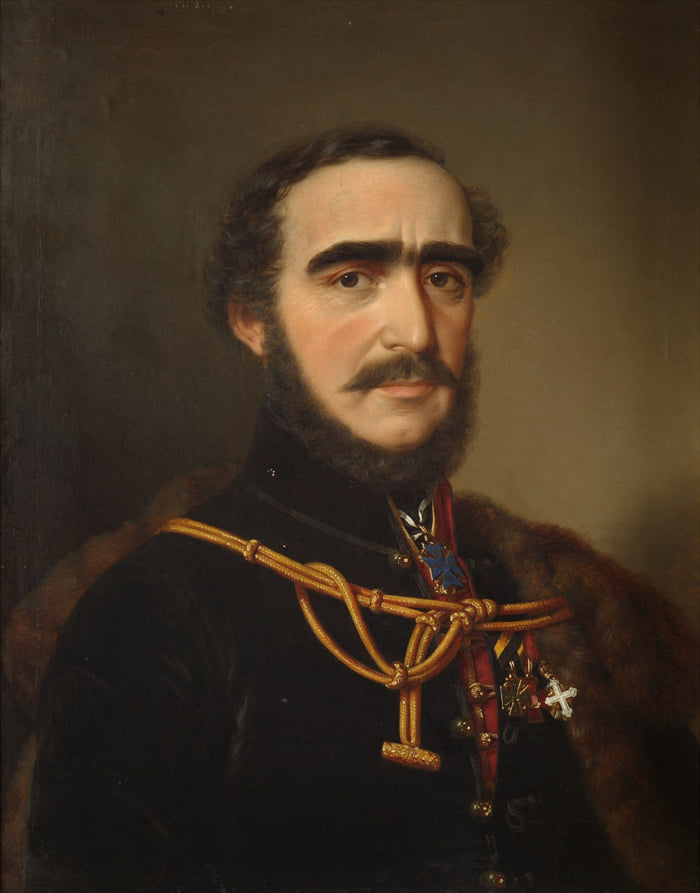
István Széchenyi , la primera gran figura de la era reformista
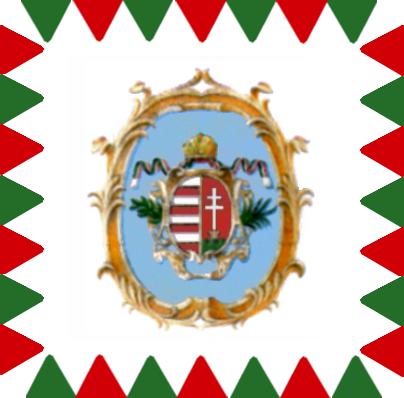
Bandera revolucionaria, 1848-1849
Armas de Hungría, 1849
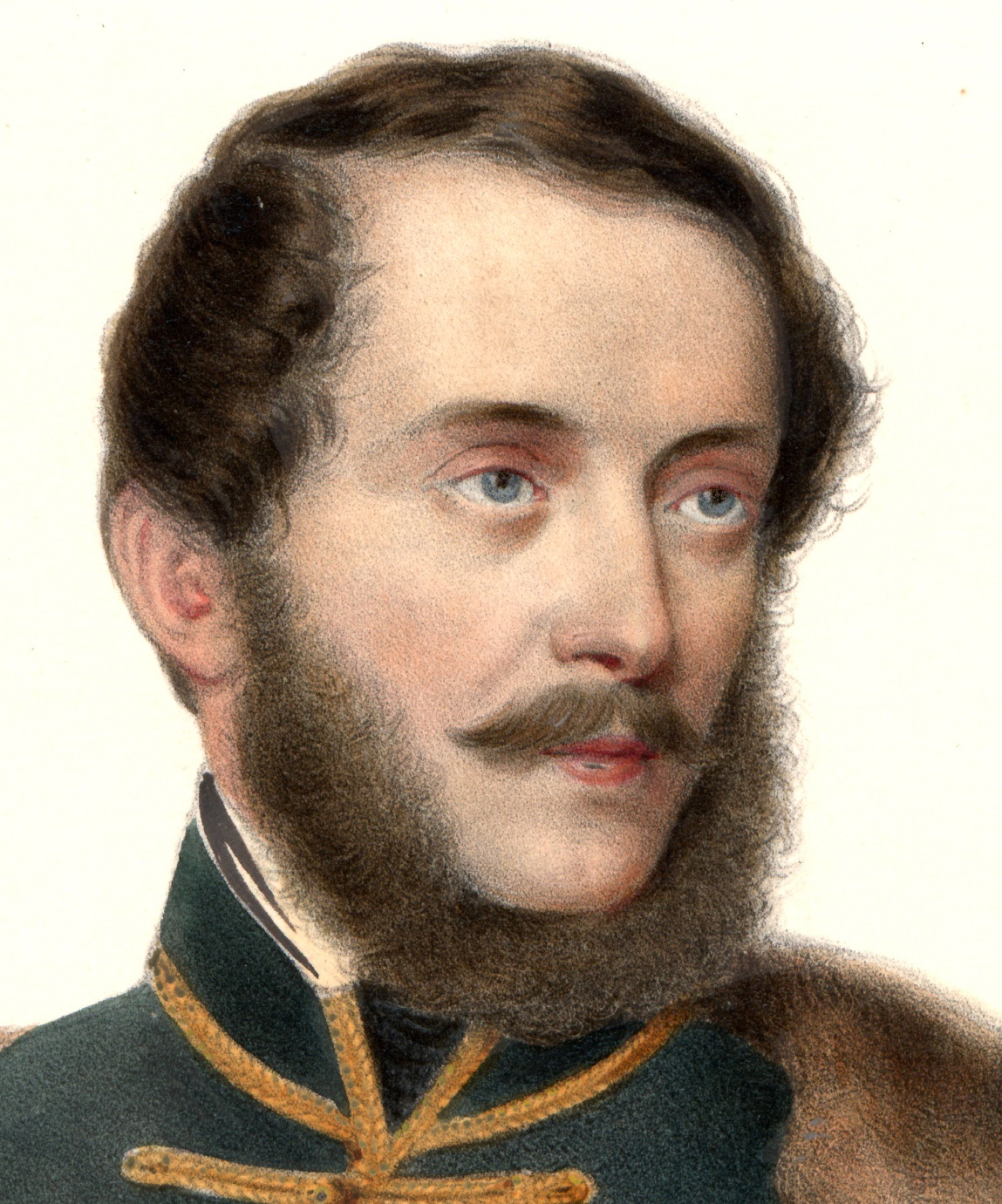
Lajos Kossuth, el más popular de los grandes líderes reformistas de Hungría

## Después de la Revolución:1849-1867
Tras la Revolución húngara, el emperador revocó la constitución de Hungría y asumió el control absoluto. Francisco José dividió el país en cuatro territorios distintos: Hungría, Transilvania, Croacia-Eslavonia y Voivodina. Administradores alemanes y bohemios dirigieron el gobierno, y el alemán se convirtió en la lengua de la administración y la enseñanza superior. Las minorías no magiares de Hungría recibieron poco por su apoyo a Austria durante los disturbios. Al parecer, un croata le dijo a un húngaro: "Recibimos como recompensa lo que los magiares obtuvieron como castigo".
La opinión pública húngara se dividió en cuanto a las relaciones del país con Austria. Algunos húngaros tenían la esperanza de separarse totalmente de Austria; otros querían un acuerdo con los Habsburgo, siempre que respetaran la constitución y las leyes húngaras. Ferenc Deák se convirtió en el principal defensor de la acomodación. Deak defendió la legalidad de las leyes de abril y argumentó que su modificación requería el consentimiento de la Dieta húngara. También sostuvo que el destronamiento de los Habsburgo no era válido. Mientras Austria gobernara de forma absoluta, argumentaba Deak, los húngaros no debían hacer más que resistirse pasivamente a las exigencias ilegales.
La primera grieta en el gobierno neo-absolutista de Francisco José se produjo en 1859, cuando las fuerzas de Cerdeña-Piamonte y de Francia derrotaron a Austria en la Batalla de Solferino. La derrota convenció a Francisco José de que la oposición nacional y social a su gobierno era demasiado fuerte para ser gestionada por decreto desde Viena. Poco a poco reconoció la necesidad de hacer concesiones a Hungría, y Austria y Hungría se encaminaron así hacia un compromiso.
En 1866, los prusianos derrotaron a los austriacos, subrayando aún más la debilidad del Imperio de los Habsburgo. Las negociaciones entre el emperador y los dirigentes húngaros se intensificaron y finalmente dieron lugar al Compromiso austrohúngaro de 1867, que creó la Monarquía Dual de Austria-Hungría, también conocido como el Imperio austrohúngaro.